# Juliana Kanyomozi
Juliana Kanyomozi, được biết đến nhiều nhất bởi tên gọi Juliana, là một nhạc sĩ, diễn viên và nghệ sĩ nhạc pop người Uganda.

## Bối cảnh và giáo dục
Kanyomozi là em họ con chú con bác của Rukidi IV của Toro. Cha cô là một tay trống và bà của cô là một ca sĩ. Cô theo học trung học tại trường Namasagali ở quận Kamuli.

## Nghề nghiệp
Kanyomozi là nữ nhạc sĩ đầu tiên giành giải thưởng Âm nhạc Châu Phi của Châu Phi (Giải thưởng PAM) 'Nghệ sĩ của năm'. Năm 2008, cô xuất hiện lần đầu trong bộ phim Kiwani của Henry Ssali: The Movie.
Vào tháng 3 năm 2014, cô ký hợp đồng với công ty mỹ phẩm quốc tế Oriflame để trở thành một trong những đại sứ thương hiệu Đông Phi của họ cùng với Lady JayDee của Tanzania và Jamila Mbugua của Kenya. Gần đây, cô đã hợp tác với nghệ sĩ Flavia người Nigeria.
Năm 2011, cô được đề cử trong hạng mục Nghệ sĩ hoặc Nhóm Pan Africa tại Giải thưởng Giải trí Nigeria (NEA) năm đó. Vào tháng 12 năm 2015, cô đã giành được giải thưởng thành tựu trọn đời trong Diva Awards Afrika.

## Đời tư
Kanyomozi có con trai, Keron Raphael Kabugo, đã qua đời vào cuối tháng 7 năm 2014. Con trai cô bị hen suyễn, nhưng nguyên nhân cái chết không được công bố.
Năm 2006, Kanyomozi có một mối quan hệ lãng mạn tạm thời với võ sĩ Uganda sống tại Mỹ, Kassim Ouma.
Vào năm 2013, tạp chí Big Eye đã xếp hạng Kanyomozi là một trong những phụ nữ Uganda đẹp nhất mọi thời đại.